# 락토페리신
락토페리신(lactoferricin)은 양친매성, 양이온성의 펩타이드로 항미생물, 항암 능력을 가지고 있다. 락토페린이 펩신에 의해 매개되는 단백질분해를 거쳐 락토페리신이 생성된다.
젖의 단백질에서 유래하는 항미생물 펩타이드 중 가장 많이 연구되었다. 락토페리신의 완전한 서열은 락토페린의 17-41번 아미노산 잔기(FKCRRWQWRM KKLGAPSITCVRRAF; LFB0084 보관됨 2018-11-03 - 웨이백 머신)에 대응하며 이 부분 안의 서열 역시 항미생물 활성을 가진다. MilkAMP 데이터베이스에는 완전한 락토페리신을 구성하고 있거나, 락토페리신에서 유래한 총 111개의 펩타이드(자연적인 경우, 합성된 경우, 변형된 경우 모두 포함)가 등록되어 있다. 사람의 락토페리신은 락토페린의 1-47번 잔기에 대응하지만 1-11과 12-47의 두 소단위체로 구성되어 있다. (LFH0009 보관됨 2017-01-13 - 웨이백 머신) 두 소단위체는 서로 이황화 결합으로 연결되어 있다.
사람과 소의 락토페리신은 락토페리신 중에서 가장 많이 연구된 두 형태이다. 이 두 형태의 락토페리신의 서열에는 많은 차이가 존재한다. 소 락토페리신은 25개의 아미노산 잔기를 포함하고 있지만 사람 락토페리신은 49개의 아미노산 잔기로 이루어져 있다. 또한 용액에 넣었을 때 소 락토페리신은 베타 병풍을 형성하지만 사람 락토페리신은 코일 구조를 이룬다.